# Ptilodexia incerta
Ptilodexia incerta är en tvåvingeart som beskrevs av West 1925. Ptilodexia incerta ingår i släktet Ptilodexia och familjen parasitflugor. Inga underarter finns listade i Catalogue of Life.